# Dietilenoglicol
O dietilenoglicol, também denominado DEG ou éter de glicol, é um composto orgânico de fórmula química C4H10O3 (dispostos como HO-CH2-CH2-O-CH2-CH2-OH). É um líquido claro, higroscópico e sem odor. É miscível com água e solventes polares tais como os álcoois. Também é miscível com éteres.
É tóxico para animais e seres humanos, podendo ser letal, tendo sido a substância responsável por uma série de mortes acontecidas em Minas Gerais no início de 2020, devido ao consumo de cervejas da marca Backer que haviam sido contaminadas, de alguma forma, com a substância.

## Dióis e polióis
O dietilenoglicol é um de vários dióis (hidrocarbonetos contendo dois grupos álcool). Eles são derivados do óxido de etileno e são descritos com a fórmula geral HO-CH2-CH2(-O-CH2-CH2)n-OH , de onde:
- n = 0 etileno glicol ("anticongelante")
- n = 1 DEG
- n = 2 trietilenoglicol, TEG, ou triglicol, que também é um líquido viscoso, incolor e inodoro. É usado como um plastificante para vinil. É também usado em produtos desodorizantes de ambientes. Quando aerosolisado, atua como um desinfetante. Glicóis são também usados como dessecantes para gás natural e em sistemas de ar condicionado. É um aditivo para fluidos hidráulicos e fluidos de freio.
- n = 3 tetraetilenoglicol
- n = 4 pentaetilenoglicol
- Números mais altos para n descrevem um polímero atóxico chamado polietilenoglicol.

## Usos
Como o etilenoglicol, uma solução de dietilenoglicol e água é usada como um anticongelante, pois ambos diminuem o ponto de fusão e aumentam o ponto de ebulição da solução, fazendo-a mais adequada para climas frios.
É usado também na indústria de plásticos, tinta de imprensa, agente de ligação para tecido, plastificante, solvente de refinação para petróleo, cosméticos, produtos de papel, solvente para nitrocelulose, tintas e óleos.

## Toxicologia
Os sintomas de contaminação por dietilenoglicol incluem náusea, vômito e dor abdominal, que evoluem para insuficiência renal e alterações neurológicas.
Apesar da descoberta da toxicidade do DEG em 1937 e seu envolvimento em envenenamentos em massa em todo o mundo, as informações disponíveis sobre a toxicidade humana são limitadas. Alguns autores sugerem que a dose tóxica mínima é estimada em 0,14 mg/kg de peso corporal e a dose letal está entre 1,0 e 1,63 g/kg de peso corporal, enquanto alguns sugerem que a DL 50 em adultos seja de ~ 1 ml/kg  e outros sugerem que este é o LD 30. A Cetesb, do governo de São Paulo, divulga que a substância é letal para humanos numa proporção de 0,5 - 2 g/kg.
Devido aos seus efeitos adversos nos seres humanos, o dietilenoglicol não é permitido em alimentos e drogas. O Código de Regulamentos Federais dos EUA não permite mais que 0,2% de dietileno glicol em polietilenoglicol quando este último é usado como aditivo alimentar. O governo australiano não permite o DEG como aditivo alimentar - só é permitido a menos de 0,25% p/p de DEG como impureza de polietilenoglicol (PEG) , mesmo em pasta de dente.
O dietilenoglicol tem toxicidade aguda moderada em experiências com animais. O LD 50 para pequenos mamíferos foi testado entre 2 e 25 g/ kg, menos tóxico do que o etilenoglicol relativo, mas ainda capaz de causar toxicidade em humanos, assim parecendo que o dietilenoglicol é mais perigoso para os seres humanos do que os dados de toxicidade oral em animais de laboratório.

## Epidemiologia
2020 - Brasil
Em 10 de janeiro, um laudo da Polícia Civil do Estado de Minas Gerais apontou a presença da substância em amostras da cerveja Belorizontina, produzida pela Cervejaria Backer , após a entrada em hospitais, inicialmente, de 8 pessoas com sintomas de intoxicação por dietilenoglicol, tendo no início uma pessoa de 55 anos morrido em Juiz de Fora.
Até o início de fevereiro, o número de mortes havia subido para seis (apenas um caso confirmado como positivo para a substância) e o número de pessoas internadas, possivelmente contaminadas pela cerveja, chegava a 31.
2009 - Bangladesh
Foram encontrados vestígios do produto químico tóxico em um xarope de paracetamol que teria matado 24 crianças de 11 meses a 3 anos por complicações renais.
2008 - Nigéria
Morreram pelo menos 84 crianças entre dois meses e sete anos. As investigações revelaram que todos haviam tomado um medicamento chamado "My Pikin Baby".
2007 - Panamá
Setenta e oito (78) pessoas morreram após consumirem um xarope para tosse contaminado, tendo o caso virado um estudo da OMS.
1990 - Nigéria
Sete (07) crianças foram internadas no hospital universitário Jos University, com anúria, febre e vômito. As crianças mais tarde desenvolveram insuficiência renal e morreram. Todas as crianças haviam recebido um xarope de paracetamol para tratamento de sintomas relacionados à malária.
1937 - O Incidente de Massengill (Estados Unidos)
Em 1937, a SE Massengill Co. (uma empresa farmacêutica do Tennessee) fabricou sulfanilamida dissolvida com dietilenoglicol para criar uma alternativa líquida desse medicamento. A empresa testou o novo produto, Elixir Sulfanilamida, quanto à viscosidade, aparência e fragrância. Na época, as leis de alimentos e drogas não exigiam análises toxicológicas em produtos antes destes serem lançados para venda. Quando 105 pessoas morreram em 15 estados durante os meses de setembro e outubro, a trilha levou de volta ao elixir e o potencial tóxico desse produto químico foi revelado. Este episódio foi o ímpeto para a criação Lei Federal de Alimentos, Medicamentos e Cosméticos de 1938. Esta lei, embora amplamente alterada nos anos subsequentes, continua sendo a base central da autoridade reguladora do FDA até os dias atuais.
A substância também já provocou mortes na Argentina, Espanha e Índia.

## Informações Técnicas[1]
Sinônimos
DIGLICOL ; ÉTER DI( 2 - HIDROXIETIL ) ; BETA - BETA - DIHIDROXIETIL ÉTER ; 2,2' - OXIBISETANOL
Toxicidade ao homem e animais superiores (vertebrados)
M.D.T.: LETAL AO HOMEM: 0,5 - 2 g/kg; DL50 = 1.000 mg/kg
M.C.T.: LETAL (ORAL SIMPLES) : 1 ml/kg (APROX.)